# 1591 en santé et médecine
| Années de la santé et de la médecine : 1588 - 1589 - 1590 - 1591 - 1592 - 1593 - 1594    |
| Décennies de la santé et de la médecine : 1560 - 1570 - 1580 - 1590 - 1600 - 1610 - 1620 |

Cet article présente les faits marquants de l'année 1591 en santé et médecine.

## Publications
- Jean Bauhin publie à Montbéliard son Histoire notable de la rage des loups survenue en l'an 1590, premier ouvrage en français sur cette maladie[1].
- Le médecin alchimiste Roch Le Baillif (1540-1598) publie un Traité de la cause de la brève vie de plusieurs princes et grands[2].
- Prospero Alpini publie à Venise son De balsamo dialogus[3].
- Juan de Cárdenas (es) (1563-1609), médecin et savant espagnol, établi à Guadalajara, au Mexique, à partir de 1577[4],[5], publie la Primera parte de los problemas y secretos maravillosos de las Indias[6] (« Première partie des problèmes et secrets merveilleux des Indiens »).
- Le médecin italien Battista Condrochi publie à Ferrare son traité sur « la façon consciencieuse et chrétienne de guérir » (De christiana ac tuta medendi ratione), ouvrage dont « on discute encore » au XVIIe siècle[7].

## Naissances
- 16 juin : Joseph Delmedigo (mort en 1655), médecin, kabbaliste, philosophe, mathématicien et astronome[8].
- 12 août : Louise de Marillac (morte en 1660), aristocrate française, fondatrice avec saint Vincent de Paul des Filles de la Charité[9],[10].

## Décès
- 18 août : Simon Séguin (né à une date inconnue), docteur en médecine, aïeul de Pierre Séguin (1594-1630), professeur de chirurgie et de médecine[11].